# Автошлях E006
Європейський маршрут E006 — європейський автомобільний маршрут категорії Б, що проходить через Таджикистан і Узбекистан і з'єднує міста Айни та Коканд.

## Маршрут
- Таджикистан
  - E123 Айни
- Узбекистан
  - E007 Коканд